# Großtreben-Zwethau
Großtreben-Zwethau était une commune de Saxe (Allemagne), située dans l'arrondissement de Saxe-du-Nord, dans le district de Leipzig. Depuis le 1er janvier 2011 elle est devenue un quartier de Beilrode.

## Personnalités liées à la ville
- Johanna Wanka (1951-), femme politique née à Rosenfeld.